# Pompejusz (imię)
Pompejusz – imię męskie pochodzenia łacińskiego, wywodzące się od nazwy rodu, która przypuszczalnie pochodzi od liczebnika "pięć" w jednym z języków oskijsko-umbryjskich. Wśród patronów – św. Pompejusz, drugi biskup Pawii.
Pompejusz imieniny obchodzi 10 kwietnia, 7 lipca i 14 grudnia.
Znane osoby noszące to imię:
- Pompejusz Wielki (zm. 48 p.n.e.) – starożytny rzymski polityk
- Sekstus Pompejusz (zm. 35 p.n.e.) – syn Pompejusza Wielkiego
- Kwintus Pompejusz Falco (zm. po 140) – rzymski polityk
- Pompeiu Lazăr (ur. 1906) – rumuński piłkarz